# オーロラ (客船)
オーロラ（Aurora）は、P&Oクルーズが運航しているクルーズ客船。

## 概要
2000年4月、ドイツのマイヤー・ヴェルフトで竣工。船価は3億2千万ドル。
客室は全部で934室あり、そのうちの655室は海側に面している。
4月27日にサウサンプトンで行われた命名式にて、アン王女によって命名された。
5月1日より地中海デビュークルーズを開始したが、異常過熱によるプロペラシャフトの軸受部損傷によりクルーズを中断、サウサンプトンに引き返して乗客には料金全額払い戻しと代わりのクルーズの補償を行った。
本船は5月5日よりドイツのブローム・ウント・フォスで修理され、5月15日よりクルーズに復帰した。
また日本への来航は世界一周クルーズの途中、2001年3月2日に横浜に寄港したのが初で、当時日本へ寄港した最大の客船であった。